# Bryomyia puberula
Bryomyia puberula är en tvåvingeart som beskrevs av Li och Bu 2001. Bryomyia puberula ingår i släktet Bryomyia och familjen gallmyggor.
Artens utbredningsområde är Guangdong (Kina). Inga underarter finns listade i Catalogue of Life.